# Heptagonalt pyramidtal
Heptagonalt pyramidtal är en sorts figurtal som är summan av en serie heptagontal som börjar från det första med valfri längd. Det heptagonala pyramidtalet för n kan beräknas genom att addera heptagontalen från 1 till n, eller med hjälp av formeln n(n + 1)(5n - 2)/6.
De första heptagonala pyramidtalen är:
0, 1, 8, 26, 60, 115, 196, 308, 456, 645, 880, 1166, 1508, 1911, 2380, 2920, 3536, 4233, 5016, 5890, 6860, 7931, 9108, 10396, 11800, 13325, 14976, 16758, 18676, 20735, 22940, 25296, 27808, 30481, 33320, 36330, 39516, 42883, 46436, 50180, 54120, … (talföljd A002413 i OEIS)